# Turdus rufitorques
El mirlo de pecho café (Turdus rufitorques), también conocido como mirlo cuello rufo, zorzal cuellirojizo o zorzal cuellirrufo, es una especie de ave paseriforme de la familia Turdidae.
Es nativo de El Salvador, Guatemala, Honduras y México. Su hábitat natural incluye bosque montano tropical y subtropical y pastizales montanos.